# Grand Prix of Adygeya
Il Grand Prix of Adygeya è una corsa a tappe maschile di ciclismo su strada che si svolge annualmente nella Repubblica di Adighezia, in Russia. Dal 2010 fa parte del calendario dell'UCI Europe Tour come evento di classe 2.2.
L'edizione 2010 era in comune con il Grand Prix of Sochi.

## Albo d'oro
Aggiornato all'edizione 2015.
| Anno | Vincitore       | Secondo          | Terzo               |
| ---- | --------------- | ---------------- | ------------------- |
| 2010 | Vitalij Popkov  | Oleksandr Šejdyk | Valerij Valynin     |
| 2011 | Kirill Sinicyn  | Sergej Firsanov  | Evgenij Rešetko     |
| 2012 | Il'nur Zakarin  | Sergej Firsanov  | Aleksandr Budaragin |
| 2013 | Andrij Chripta  | Vitalij Popkov   | Il'nur Zakarin      |
| 2014 | Il'nur Zakarin  | Sergej Lagutin   | Sergej Firsanov     |
| 2015 | Sergej Firsanov | Sergej Nikolaev  | Maksim Pokidov      |